# Dritte Person (Film)
Dritte Person (Originaltitel: Third Person) ist ein Filmdrama von Paul Haggis aus dem Jahr 2013. Die internationale Co-Produktion verbindet drei Handlungsstränge, die auf den ersten Blick nichts miteinander zu tun haben, dann aber im Laufe des Films zusammengeführt werden.
Kinostart in Deutschland war am 4. Dezember 2014.

## Handlung
Der frisch von seiner Frau getrennte Schriftsteller Michael arbeitet in einem Hotel in Paris an seinem neuen Roman und trifft sich dort mit seiner neuen Geliebten Anna.
In New York liegt die junge Mutter Julia in einem Rechtsstreit um das Sorgerecht für ihren kleinen Sohn. Dieses wurde vom Kindsvater eingeklagt, nachdem ihr Kind wegen ihrer Unaufmerksamkeit fast einen tödlichen Unfall gehabt hätte.
Der amerikanische Geschäftsmann Scott befindet sich beruflich in Rom. In einer Bar trifft er die attraktive Monika, die vorgibt Geld zu benötigen, um ihre verschwundene Tochter bei Kriminellen auslösen zu können.
Das Schicksal aller Beteiligten verbindet sich im Laufe der Filmhandlung.

## Rezeption
Die Kritiker der Berliner Zeitung meinten, der Film „gibt mehr Rätsel auf, als er lösen kann“ und „erst allmählich versteht man: Dies ist ein Film über das Erzählen, eher als eine filmische Erzählung“.
Cinema befand, dass der Film vor allem durch sein Staraufgebot fessle, jedoch habe sich Regisseur Haggis „an seiner ausgefeilten Konstruktion verhoben“. Die Auflösung der Verbindung der drei Erzählstränge sei „so unplausibel, dass selbst das imposante Starensemble die erzählerischen Schwächen nicht ausgleichen kann“.